# Dina Galli
Pour les articles homonymes, voir Galli.
 Dina Galli, née « Clotilde Anna Maria Galli » le 6 décembre 1877 à Milan, et morte le 4 mars 1951 à Rome  est une actrice italienne.

## Filmographie partielle
- 1937 : Felicita Colombo de Mario Mattoli
- 1938 : Nonna Felicita de Mario Mattoli
- 1943 : La Terreur du pensionnat (Il birichino di papà) de Raffaello Matarazzo
- 1947 : Confession dans la nuit (Titre original :Vanità) de Giorgio Pàstina